# Spümcø
Spümcø, Inc., ou Spumco, est une société américaine spécialisée dans l'animation localisée à Los Angeles (Californie). Au total, le studio a produit trois séries d'animation, deux dessins-animés par animation flash, deux vidéoclips, cinq courts-métrages animés, et une bande dessinée. La société a également contribué à des publicités. Elle a été récompensée pour ses travaux, dont d'un Annie Award, pour le vidéoclip Björk, intitulé I Miss You.
Spümcø a été fondé en 1988 initialement en petits locaux au cœur d'Hollywood. Il est dit que le nom de la société serait dérivé du nom de Raymond Spum. Seulement quelques mois après la naissance de Spümcø, Nickelodeon annonce sa recherche dans de nouveaux dessins-animés. Le cofondateur, et futur-président à cette époque de Spümcø, John Kricfalusi a vendu les droits de Ren et Stimpy à Nickelodeon en 1988. L'âge d'or de l'animation américaine, comme les dessins-animés des années 1940 créés par Bob Clampett et Tex Avery pour n'en citer que quelques-uns, ont servi d'inspiration pour les nombreux travaux de la société Spümcø,. Le studio ferme en 2005.

## Histoire

### Débuts
Bien avant la création de la société Spümcø, deux animateurs, John Kricfalusi et Lynne Naylor (en), tentaient de vendre des idées de dessins animés à des sociétés durant les années 1980, tout en effectuant leurs travaux dans des studios comme Filmation. L'une de leurs idées impliquaient Ren et Stimpy, mais l'émission n'a finalement pas abouti. L'occasion de créer des dessins animés originaux ne se reproduit pas pendant 25 ans jusqu'à ce que Spümcø soit fondé, société qui entrera finalement dans l'histoire de l'animation pour avoir créé des séries d'animation telles que Ren et Stimpy. La société est officiellement fondée en 1988 initialement en petits locaux au cœur d'Hollywood, par un petit groupe d'artistes, souhaitant créer une animation différente de celle des années 1980. John Kricfalusi, Lynne Naylor, Bob Camp (en) et Jim Smith, les fondateurs de la société, sont d'anciens animateurs démis de leurs fonction par des sociétés d'animation, ou ayant décidé de démissionner de leurs sociétés respectives. Quelques mois plus tard, Nickelodeon annonce son attention de diffuser de nouveaux dessins animés.

### Ren et Stimpy

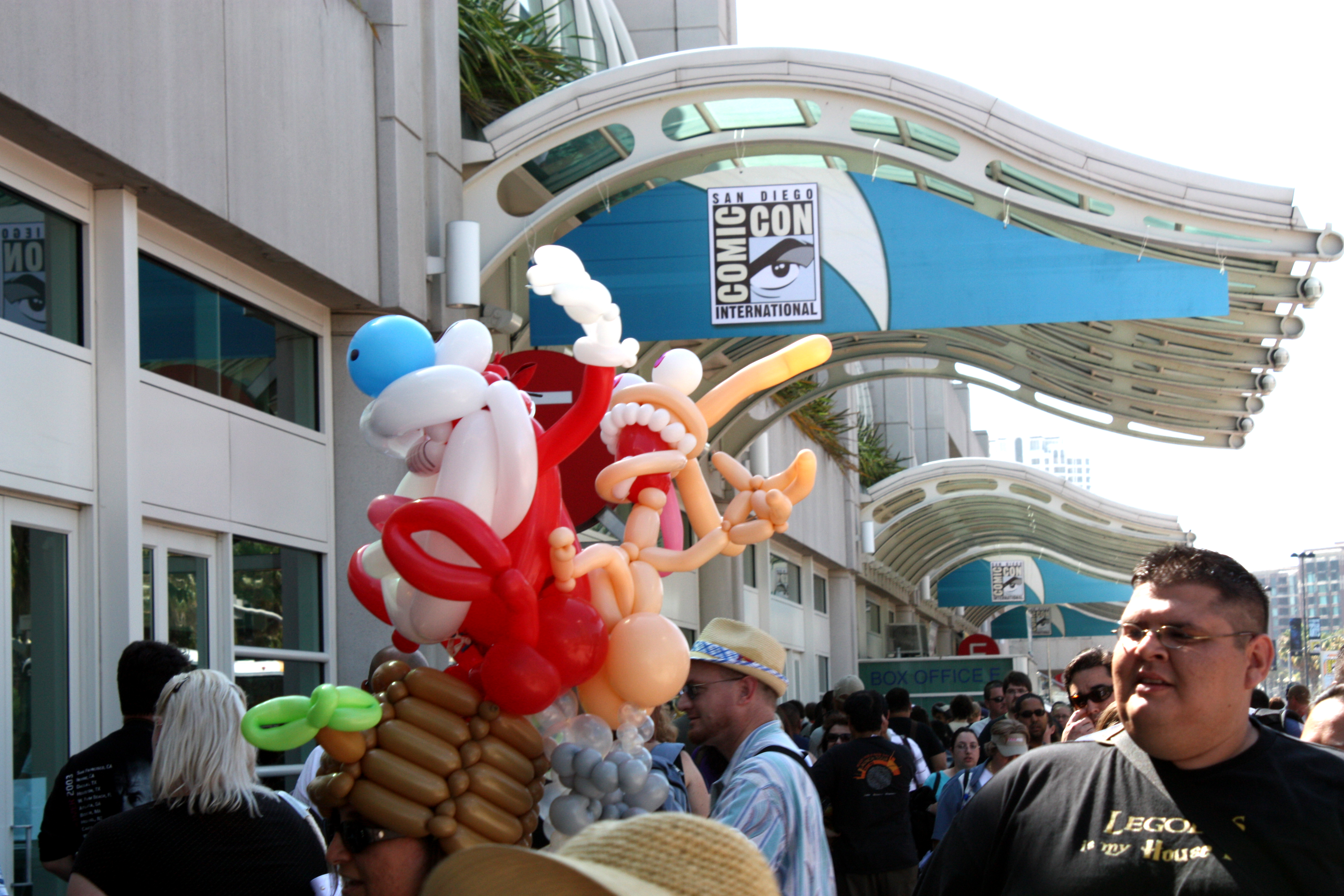
Ballons à l'effigie de Ren et Stimpy.

Quelques mois après la création de Spümcø, John Kricfalusi décide de prendre un avion pour les studios de Nickelodeon à New York, dans lesquels il propose par la suite cinq idées de dessins-animés. Geraldine Laybourne, présidente de Nickelodeon à cette époque, accepte deux de ces idées : Ren et Stimpy et Jimmy the Idiot Boy. Finalement, Kricfalusi décide de vendre les droits de Ren et Stimpy, devenant ainsi la toute première série d'animation produite par Spümcø. La société de Kricfalusi achève enfin la production du « pilote » (épisode initial) de la série intitulé Big House Blues en octobre 1990, et le premier épisode est diffusé le 11 août 1991, parmi les autres dessins animés Doug et Les Razmoket. Spümcø continue la production de sa série durant les deux années suivantes, malgré quelques désaccords avec les studios de Nickelodeon. Des années après, un bon nombre d'épisodes ont été censurés.
Bill Wray (en), un producteur de l'émission, explique, concernant les travaux de Kricfalusi : « à certaines occasions, Kricfalusi achevait un épisode en huit mois. À d'autres occasions, il achevait un épisode en deux ou trois mois. »

### Après Nickelodeon
John Kricfalusi est renvoyé en 1992, et Nickelodeon déplace la production de Ren et Stimpy des studios de Spümcø au studios de Games Animation. Kricfalusi confirme que la décision de son renvoi a été prise par les producteurs exécutifs de Nickelodeon du fait que l'émission était trop violente. Kricfalusi pense que l'épisode intitulé Man's Best Friend, dans lequel Ren frappe le personnage de George Liquor, aurait été la cause de son licenciement. Nickelodeon ne diffusera pas l'épisode ; cependant, il sera diffusé plus tard en Amérique du Nord après la première diffusion de Ren & Stimpy "Adult Party Cartoon" en 2003.
En 1997, John Kricfalusi réalise le vidéoclip de la chanteuse Björk intitulé I Miss You, un single commercialisé la même année. Le vidéoclip a été animé par l'équipe entière de Spümcø. Il est pour la première fois diffusé sur la chaîne musicale MTV et sur MuchMusic au Canada. I Miss You remporte un Annie Award pour le meilleur clip animé en 1997, par l'International Animated Film Association, ASIFA-Hollywood (en). Björk, ayant confirmé être une adoratrice des œuvres de Kricfalusi, a insistée pour qu'il réalise un vidéoclip durant l'un de ses concerts. Elle aurait été enchantée de voir la première illustration du vidéoclip.
Toujours en 1997, John Kricfalusi et son équipe à Spümcø lance leur site Internet, dans le but était de diffuser des dessins-animés non-censurés par les chaînes de télévision. Kricfalusi décide d'utiliser George Liquor (en), un personnage de cartoon qu'il a créé, comme personnage principal d'un nouveau cartoon Flash Internet intitulé The Goddamn George Liquor Program, créé par Kricfalusi lui-même. La série débute le 15 octobre 1997. The Goddamn George Liquor Program est la première série d'animation exclusivement créé pour être diffusée sur Internet. George apparaît dans la série en compagnie de son neveu, Jimmy The Idiot Boy (en) ; les cousins de Jimmy, Slab et Ernie ; la conquête de Jimmy, Sody Pop ; et le chien de compagnie de George et Jimmy, Dirty Dog. Ces courts-métrages duraient chacun huit minutes. En 1999, The Goddamn George Liquor Program remporte un Annie Award.
En 1999, Spümcø créé sa seconde série Internet intitulé Weekend Pussy Hunt (en). La série ne compte qu'un total de 12 épisodes, dont quatre inachevé à la suite de problèmes de budget financier. La série mettait en scène « Dirty Dog », le chien de compagnie George et Jimmy dans la série The Goddamn George Liquor Program, et « Cigarettes the Cat. » Le créateur John Kricfalusi explique que « ce cartoon est du style des films noirs action des années 1940 mettant en scène "Dirty Dog", un personnage inspiré de mon acteur préféré Robert Ryan. »
En 2003, Spümcø participe à la création du jeu Go! Go! Hypergrind publié par Atlus. L'équipe se concentre sur la direction artistique du jeu. Le scénario intègre Spümcø dans l'univers du jeu, les personnages principaux participent à une compétition pour devenir le personnage principal du prochain dessin animé du studio.

### Retour à la télévision
En 1999, Spümcø réalise une émission spéciale de Yogi l'ours intitulée Boo Boo Runs Wild (en), diffusé pour la première fois le 24 septembre 1999 sur Cartoon Network et par la suite sur Adult Swim,. le court-métrage se base sur le coéquipier de Yogi l'ours, Boo Boo l'ours, assez d'être opprimé par les hommes et décide de retourner à ses origines d'ours sauvage. En 2005, Kricfalusi ferme les studios de Spümcø.